# ماريو (اسم)
ماريو (بالإنجليزية: Mario)‏ هو اسم علم شخصي من أصل لاتيني روماني، حيث أنه مشتق من اسم ماريوس في اللاتينية والذي يعني الذكر والذي يعتبر مشتق من اسم الإله مارس في الميثولوجيا الرومانية، يعتبر من أكثر الأسماء الشائعة في الغرب وخصوصاً في الدول اللاتينية.

## الشخصيات
- ماريو بالوتيلي لاعب كرة قدم إيطالي
- ماريو بوتا معماري سويسري
- ماريو كابيكي عالم وراثة أمريكي
- ماريو أندريتي سائق فورمولا ون أمريكي إيطالي
- ماريو ألبورتا لاعب كرة قدم بوليفي
- ماريو أنشيك لاعب كرة مضرب كرواتي
- ماريو إيغيمان لاعب كرة قدم سويسري
- ماريو إيفاريستو لاعب كرة قدم أرجنتيني
- ماريو بوزو كاتب وروائي أمريكي
- ماريو باسلر لاعب كرة قدم ألماني
- ماريو بولاتي لاعب كرة قدم أرجنتيني
- ماريو بيتزيولو لاعب كرة قدم إيطالي
- ماريو فارغاس يوسا روائي وصحفي وسياسي بيروفي
- ماريو بازاليتش لاعب كرة قدم كرواتي ألماني
- ماريو بونخي فيلسوف أرجنتيني
- ماريو بوني لاعب كرة سلة إيطالي
- ماريو بينديتي شاعر وكاتب أورغواياني
- ماريو تشيبوليني سائق دراجات هوائية إيطالي
- ماريو تشالمرز لاعب كرة سلة أمريكي
- ماريو جوتسه لاعب كرة قدم ألماني
- ماريو جاردل لاعب كرة قدم برازيلي
- ماريو غوميز لاعب كرة قدم ألماني
- ماريو ريغييرو لاعب كرة قدم أورغواياني
- ماريو زاغالو لاعب ومدرب كرة قدم برازيلي
- ماريو سيمارو ممثل كوبي أمريكي
- ماريو سواريز سياسي برتغالي
- ماريو عون سياسي وطبيب لبناني
- ماريو غافرانوفيتش لاعب كرة قدم سويسري
- ماريو غالينوفيتش لاعب كرة قدم كرواتي
- ماريو فان در إنده حكم كرة قدم هولندي
- ماريو فارلين لاعب كرة قدم ايطالي
- ماريو فريك لاعب كرة قدم ليشتنشتايني
- ماريو كيمبس لاعب كرة قدم أرجنتيني
- ماريو كولونا لاعب كرة قدم برتغالي
- ماريو كومو سياسي أمريكي
- ماريو كاساس ممثل وعارض أزياء إسباني
- ماريو لانزا ممثل أمريكي
- ماريو لوميو لاعب هوكي جليد كندي أمريكي
- ماريو مولينا كيميائي مكسيكي
- ماريو ماندجوكيتش لاعب كرة قدم كرواتي
- ماريو ميلشيوت لاعب كرة قدم هولندي
- ماريو مونتي سياسي إيطالي
- ماريو مارتينيز لاعب كرة قدم هندوراسي
- ماريو مونيتشيلي مخرج إيطالي
- ماريو مورينو ممثل مكسيكي
- ماريو هيبوليتو لاعب كرة قدم أنغولي
- ماريو هزونغا لاعب كرة سلة كرواتي
- ماريو يبيس لاعب كرة قدم كولومبي

### شخصيات خيالية
- ماريو شخصية ألعاب فيديو شهيرة من نينتندو
- ماريو الهداف شخصية أحد مسلسلات الأنمي